# Sport Lisboa e Benfica
L'Sport Lisboa e Benfica és un club de futbol de la ciutat de Lisboa (Portugal). Conegut principalment per la secció de futbol, es tracta, en realitat, d'un club poliesportiu, ja que compta amb seccions de basquetbol, hoquei patins, futbol sala, vòlei, handbol, atletisme i d'altres. A més, en el passat va tenir una secció de ciclisme.
És l'equip amb més aficionats a Portugal, i es calcula que percentualment és l'equip amb major seguiment al seu país. També és l'equip amb més trofeus a Portugal.

## Història
L'Sport Lisboa e Benfica fou el resultat de la fusió, el 13 de setembre de 1908 de l'Sport Lisboa, fundat el 1904, i el Grupo Sport Benfica. Des de l'any 1930 és un dels tres grans dominadors del futbol portuguès. Guanyà dues Copes d'Europa els anys 1961 i 1962 amb el seu més gran jugador de la història al camp: Eusébio. A més ha estat finalista de la competició nombroses vegades.
Juga els seus partits a l'Estádio do Benfica, més conegut com a Estádio da Luz, que ha estat completament remodelat amb motiu de la disputa de l'Eurocopa 2004 a Portugal.

## Palmarès
- Copa d'Europa (2): 1960-61, 1961-62
- Copa Llatina (1): 1950
- Campionat de Portugal (3): 1930, 1931, 1935
- Lliga de Portugal (38): 1942, 1943, 1945, 1950, 1955, 1957, 1960, 1961, 1963, 1964, 1965, 1967, 1968, 1969, 1971, 1972, 1973, 1975, 1976, 1977, 1981, 1983, 1984, 1987, 1989, 1991, 1994, 2005, 2010, 2014, 2015, 2016, 2017, 2019, 2023
- Copa de Portugal (26): 1940, 1943, 1944, 1949, 1951, 1952, 1953, 1955, 1957, 1959, 1962, 1964, 1969, 1970, 1972, 1980, 1981, 1983, 1985, 1986, 1987, 1993, 1996, 2004, 2014, 2017
- Supercopa de Portugal (9): 1980, 1985, 1989, 2005, 2014, 2016, 2017, 2019, 2023
- Copa de la Lliga (8): 2009, 2010, 2011, 2012, 2014, 2015, 2016, 2025

## Plantilla 2024-25
A 11 juliol 2025
| N. | Pos. | Nac. | Jugador                   |
| -- | ---- | --- | ------------------------- |
| 1  | POR  | [[Fitxer:Flag of Ukraine.svg\|23x15px\|border \|alt=Ucraïna\|link=Selecció de futbol d'Ucraïna\|{{#if:\|]]          | Anatoliy Trubin           |
| 3  | DEF  | [[Fitxer:Flag of Spain.svg\|23x15px\|border \|alt=Espanya\|link=Selecció de futbol d'Espanya\|{{#if:\|]]            | Álvaro Carreras           |
| 4  | DEF  | [[Fitxer:Flag of Portugal.svg\|23x15px\|border \|alt=Portugal\|link=Selecció de futbol de Portugal\|{{#if:\|]]      | António Silva (2n capità) |
| 6  | DEF  | [[Fitxer:Flag of Denmark.svg\|23x15px\|border \|alt=Dinamarca\|link=Selecció de futbol de Dinamarca\|{{#if:\|]]     | Alexander Bah             |
| 8  | MIG  | [[Fitxer:Flag of Norway.svg\|23x15px\|border \|alt=Noruega\|link=Selecció de futbol de Noruega\|{{#if:\|]]          | Fredrik Aursnes           |
| 14 | DAV  | [[Fitxer:Flag of Greece.svg\|23x15px\|border \|alt=Grècia\|link=Selecció de futbol de Grècia\|{{#if:\|]]            | Vangelis Pavlidis         |
| 16 | MIG  | [[Fitxer:Flag of Portugal.svg\|23x15px\|border \|alt=Portugal\|link=Selecció de futbol de Portugal\|{{#if:\|]]      | Manu Silva                |
| 17 | DAV  | [[Fitxer:Flag of Turkey.svg\|23x15px\|border \|alt=Turquia\|link=Selecció de futbol de Turquia\|{{#if:\|]]          | Kerem Aktürkoğlu          |
| 18 | MIG  | [[Fitxer:Flag of Luxembourg.svg\|23x15px\|border \|alt=Luxemburg\|link=Selecció de futbol de Luxemburg\|{{#if:\|]]  | Leandro Barreiro          |
| 21 | DAV  | [[Fitxer:Flag of Norway.svg\|23x15px\|border \|alt=Noruega\|link=Selecció de futbol de Noruega\|{{#if:\|]]          | Andreas Schjelderup       |
| 24 | POR  | [[Fitxer:Flag of Portugal.svg\|23x15px\|border \|alt=Portugal\|link=Selecció de futbol de Portugal\|{{#if:\|]]      | Samuel Soares             |
| 25 | DAV  | [[Fitxer:Flag of Argentina.svg\|23x15px\|border \|alt=Argentina\|link=Selecció de futbol de l'Argentina\|{{#if:\|]] | Gianluca Prestianni       |

| N. | Pos. | Nac. | Jugador                   |
| -- | ---- | --- | ------------------------- |
| 26 | DEF  | [[Fitxer:Flag of Sweden.svg\|23x15px\|border \|alt=Suècia\|link=Selecció de futbol de Suècia\|{{#if:\|]]            | Samuel Dahl               |
| 27 | DAV  | [[Fitxer:Flag of Portugal.svg\|23x15px\|border \|alt=Portugal\|link=Selecció de futbol de Portugal\|{{#if:\|]]      | Bruma                     |
| 30 | DEF  | [[Fitxer:Flag of Argentina.svg\|23x15px\|border \|alt=Argentina\|link=Selecció de futbol de l'Argentina\|{{#if:\|]] | Nicolás Otamendi (capità) |
| 44 | DEF  | [[Fitxer:Flag of Portugal.svg\|23x15px\|border \|alt=Portugal\|link=Selecció de futbol de Portugal\|{{#if:\|]]      | Tomás Araújo              |
| 47 | DAV  | [[Fitxer:Flag of Portugal.svg\|23x15px\|border \|alt=Portugal\|link=Selecció de futbol de Portugal\|{{#if:\|]]      | Tiago Gouveia             |
| 60 | MIG  | [[Fitxer:Flag of Portugal.svg\|23x15px\|border \|alt=Portugal\|link=Selecció de futbol de Portugal\|{{#if:\|]]      | Nuno Félix                |
| 61 | MIG  | [[Fitxer:Flag of Portugal.svg\|23x15px\|border \|alt=Portugal\|link=Selecció de futbol de Portugal\|{{#if:\|]]      | Florentino Luís           |
| 71 | DEF  | [[Fitxer:Flag of Portugal.svg\|23x15px\|border \|alt=Portugal\|link=Selecció de futbol de Portugal\|{{#if:\|]]      | Leandro Santos            |
| 81 | DEF  | [[Fitxer:Flag of Albania.svg\|23x15px\|border \|alt=Albània\|link=Selecció de futbol d'Albània\|{{#if:\|]]          | Adrian Bajrami            |
| 84 | MIG  | [[Fitxer:Flag of Portugal.svg\|23x15px\|border \|alt=Portugal\|link=Selecció de futbol de Portugal\|{{#if:\|]]      | João Rego                 |
| 86 | MIG  | [[Fitxer:Flag of Portugal.svg\|23x15px\|border \|alt=Portugal\|link=Selecció de futbol de Portugal\|{{#if:\|]]      | Diogo Prioste             |
| —  | DEF  | [[Fitxer:Flag of Spain.svg\|23x15px\|border \|alt=Espanya\|link=Selecció de futbol d'Espanya\|{{#if:\|]]            | Rafael Obrador            |

## Jugadors històrics destacats
- Eusébio
- Fernando Chalana
- Mário Coluna
- Germano
- Costa Pereira
- Humberto Coelho
- Helena Costa
- José Augusto Torres
- António Simões
- José Águas
- José Augusto
- Jaime Graça
- José Henrique
- Toni
- Artur Jorge
- Simão Sabrosa
- Nuno Gomes
- Rui Costa
- Paulo Sousa
- João Vieira Pinto
- Vítor Paneira
- Rui Águas
- Jonas Thern
- Stefan Schwarz
- António Veloso
- Manuel Bento
- Dimas Teixeira
- Domiciano Cavém
- Carlos Mozer
- Elzo
- Ricardo Gomes
- Minervino Pietra
- Tamagnini Nené
- Shéu Han
- Michel Preud'Homme
- Mats Magnusson
- Álvaro Magalhães
- Valdo Filho
- Zlatko Zahovič

## Entrenadors destacats

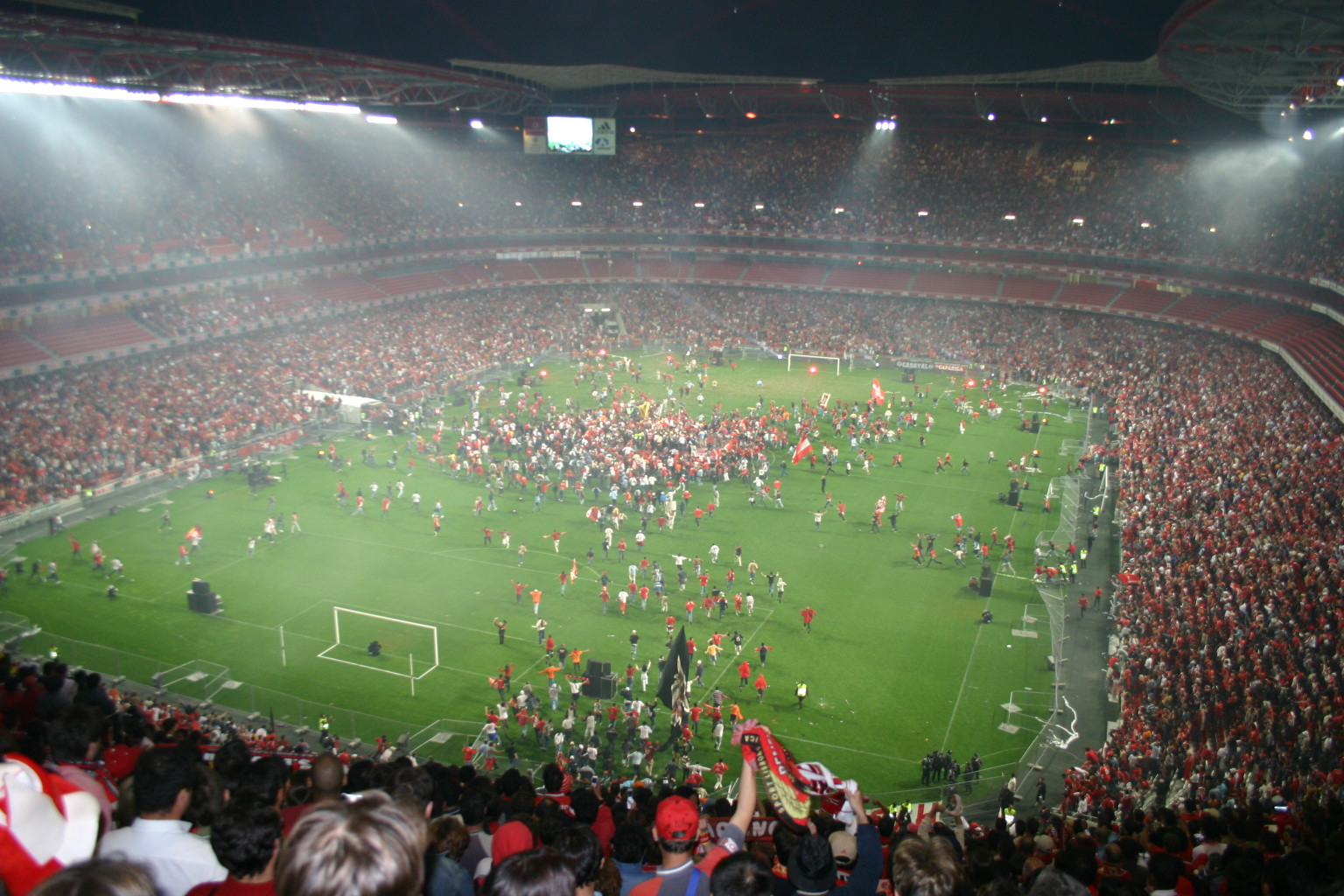
Invasió de camp durant la celebració del campionat 2004-05.

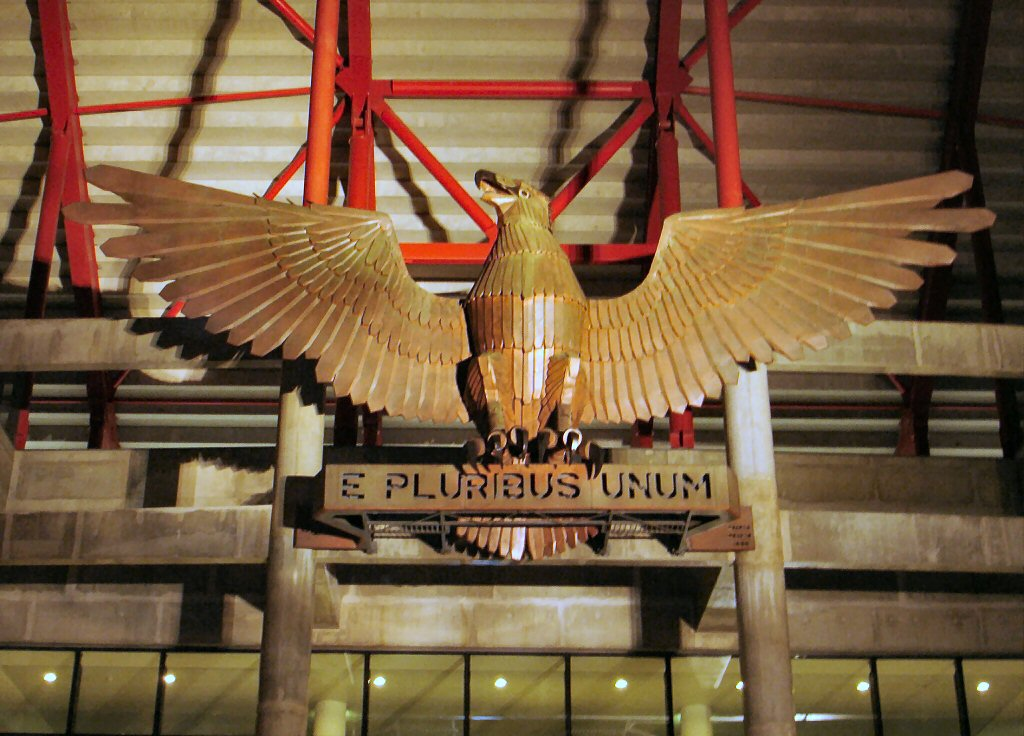
Emblema del Benfica a l'entrada de l'estadi.

- Cosme Damião
- Janos Biri
- José Antonio Camacho
- Otto Glória
- Bela Guttmann
- Lajos Czeizler
- Jimmy Hagan
- Lajos Baróti
- Sven-Göran Eriksson
- Pál Csernai
- António Oliveira (Toni)
- Artur Jorge
- Tomislav Ivić
- Jupp Heynckes
- José Mourinho
- Giovanni Trapattoni

## Seccions
- Secció d'hoquei patins del Sport Lisboa e Benfica
- Secció de bàsquet del Sport Lisboa e Benfica
- Secció de ciclisme del Sport Lisboa e Benfica